# Steve Evans
Steve Evans, (ur. 26 lutego 1979 w Wrexham) – walijski piłkarz grający na pozycji obrońcy.

## Kariera klubowa
Evans profesjonalną karierę zaczynał w angielskich klubach − Crewe Alexandra i West Bromwich Albion, gdzie jednak nie potrafił przebić się do podstawowego składu. W 1999 roku przeniósł się do walijskiego klubu The New Saints, w którym, z krótką przerwą na pobyt w Oswestry Town występował do lata 2006 roku. W latach 2006−2008 reprezentował barwy klubu Wrexham F.C., a od początku 2009 roku ponownie jest graczem The New Saints.

## Kariera reprezentacyjna
Evans w reprezentacji Walii zadebiutował 14 listopada 2006 roku w towarzyskim meczu przeciwko Liechtensteinowi. Na boisku przebywał przez pełne 90 minut. Do tej pory rozegrał w niej siedem meczów (stan na 1 czerwca 2013).
| Mecze i gole w reprezentacji | Mecze i gole w reprezentacji | Mecze i gole w reprezentacji | Mecze i gole w reprezentacji | Mecze i gole w reprezentacji | Mecze i gole w reprezentacji | Mecze i gole w reprezentacji |
| #                            | Data                         | Stadion                      | Rywal                        | Wynik                        | Gol                          | Rozgrywki                    |
| 2006                         | 2006                         | 2006                         | 2006                         | 2006                         | 2006                         | 2006                         |
| ---------------------------- | ---------------------------- | ---------------------------- | ---------------------------- | ---------------------------- | ---------------------------- | ---------------------------- |
| 1.                           | 14.11.2006                   | Wrexham, Walia               | Liechtenstein                | 4:0                          | 0                            | towarzyski                   |
| 2007                         |                              |                              |                              |                              |                              |                              |
| 2.                           | 06.02.2007                   | Belfast, Irlandia Północna   | Irlandia Północna            | 0:0                          | 0                            | towarzyski                   |
| 3.                           | 24.03.2007                   | Dublin, Irlandia             | Irlandia                     | 0:1                          | 0                            | El. ME 2008                  |
| 4.                           | 28.03.2007                   | Cardiff, Walia               | San Marino                   | 3:0                          | 0                            | El. ME 2008                  |
| 5.                           | 26.05.2007                   | Wrexham, Walia               | Nowa Zelandia                | 2:2                          | 0                            | towarzyski                   |
| 6.                           | 22.08.2007                   | Burgas, Bułgaria             | Bułgaria                     | 1:0                          | 0                            | towarzyski                   |
| 2008                         |                              |                              |                              |                              |                              |                              |
| 7.                           | 10.09.2008                   | Moskwa, Rosja                | Rosja                        | 1:2                          | 0                            | El. MŚ 2010                  |

## Sukcesy
- Mistrzostwo Walii: 2000, 2005, 2006, 2010, 2012, 2013 (TNS)
- Puchar Walii: 2005, 2012 (TNS)
- Puchar Ligi Walijskiej: 2006, 2009, 2010, 2011 (TNS)